# Salvador E. Luria
Salvador E Luria, född 13 augusti 1912 i Turin, Italien död 6 februari 1991 i Lexington, Massachusetts, var en italiensk-amerikansk bakteriolog om bakteriofag och mikrobiolog. År 1969 erhöll han, tillsammans med Max Delbrück och Alfred D. Hershey, Nobelpriset i fysiologi eller medicin för sina undersökningar av bakteriofagers arvsanlag och förökning. Han visade också att bakteriell resistens mot virus (fager) är genetiskt betingad.

## Biografi
Luria var son i en inflytelserik italiensk sefardisk judisk familj. Hans föräldrar var Davide och Ester (Sacerdote) Luria. Han studerade på läkarlinjen vid universitetet i Turin och under handledning av Giuseppe Levi. Där träffade han två andra framtida nobelpristagare: Rita Levi-Montalcini och Renato Dulbecco. Han utexaminerades från universitetet 1935 och tog aldrig en magisterexamen eller doktorsexamen eftersom de vid den tiden inte ingick i det italienska högutbildningssystemet (som å andra sidan var mycket selektivt). Från 1936 till 1937 fullgjorde Luria sin tid i den italienska armén som läkare och tog sedan kurser i radiologi vid Universitetet i Rom. Här introducerades han till Max Delbrücks teorier om genen som en molekyl och började utveckla metoder för att testa genetisk teori med bakteriofagerna, virus som infekterar bakterier.
År 1938 fick Luria ett stipendium för att studera i USA, där han hade för avsikt att arbeta med Delbrück. Strax efter att han fick erbjudandet förbjöd Benito Mussolinis fascistregim judar att motta akademiska forskningsstipendier. Utan finansiering av arbete i USA eller Italien lämnade Luria 1938 sitt hemland för Paris. När de nazityska arméerna invaderade Frankrike 1940 flydde Luria på cykel till Marseille där han fick immigrationsvisum till USA. I januari 1947 blev han naturaliserad medborgare i USA.
Under hela sin karriär var Luria en frispråkig politisk debattör. Han anslöt sig till Linus Pauling 1957 för att protestera mot kärnvapenprov. Han var motståndare till Vietnamkriget och anhängare av organiserad arbetskraft. På 1970-talet deltog han i debatter om genteknik, förespråkade en kompromisslösning för måttlig tillsyn och reglering snarare än ytterligheterna av ett fullständigt förbud eller fullständig vetenskaplig frihet. På grund av sitt politiska engagemang svartlistades han från att ha fått finansiering från National Institutes of Health under en kort tid 1969.
Luria dog i Lexington, Massachusetts av en hjärtattack.

## Vetenskapligt arbete
Luria kom till New York den 12 september 1940, och ändrade snart sina namn. Med hjälp av fysikern Enrico Fermi, som han kände från sin tid vid Universitetet i Rom, fick Luria ett Rockefeller Foundation-stipendium vid Columbia University. Han träffade snart Delbrück och Hershey, och de samarbetade om experiment på Cold Spring Harbor Laboratory och i Delbrücks laboratorium på Vanderbilt University.
Hans berömda experiment med Delbrück 1943, känt som Luria-Delbrück-experimentet, visade statistiskt att arv i bakterier måste följa darwinistiska snarare än lamarckiska principer och att mutanta bakterier som förekommer slumpmässigt fortfarande kan ge virusresistens utan att viruset är närvarande. Idén att naturligt urval påverkar bakterier fick djupgående konsekvenser, till exempel förklarar det hur bakterier utvecklar antibiotikaresistens.
Från 1943 till 1950 arbetade Luria vid Indiana University. Hans första doktorand var James D. Watson, som senare skulle upptäcka DNA-strukturen tillsammans med Francis Crick. 
År 1950 flyttade Luria till University of Illinois at Urbana–Champaign. Där upptäckte i början av 1950-talet Luria och Giuseppe Bertani fenomenet med värdkontrollerade restriktioner och modifiering av ett bakterievirus. En kultur av E. coli kan avsevärt minska produktionen av fager som odlas i andra stammar, men när fager blir etablerad i den stammen blir de också begränsade i sin förmåga att växa i andra stammar. Det upptäcktes senare av andra forskare att bakterier producerar enzymer som skär av virus-DNA vid vissa sekvenser men inte bakteriernas eget DNA, som skyddas av metylering. Dessa enzymer blev kända som restriktionsenzymer och utvecklades till ett av de viktigaste molekylära verktygen inom molekylärbiologi.
År 1959 blev Luria chef för mikrobiologi vid Massachusetts Institute of Technology (MIT). På MIT bytte han forskningsfokus från fager till cellmembran och bakteriociner. När han var på sabbatsår 1963 för att arbeta vid Institut Pasteur i Paris fann han att bakteriociner försämrar cellmembranens funktion. Efter hans återkomst till MIT, upptäckte hans labb att bakteriociner uppnår denna försämring genom att bilda hål i cellmembranet, så att joner kan flöda igenom och förstöra cellernas elektrokemiska gradient. År 1972 blev han chef för The Center for Cancer Research vid MIT. Inom de avdelningar han grundade fanns bland andra de blivande Nobelpristagarna David Baltimore, Susumu Tonegawa, Phillip Allen Sharp och H. Robert Horvitz.

## Utmärkelser och hedersbetygelser
Förutom nobelpriset fick Luria ett antal utmärkelser och hedersuppdrag. Han utnämndes till ledamot av National Academy of Sciences 1960. Från 1968 till 1969 var han ordförande för American Society for Microbiology. År 1969 tilldelades han Louisa Gross Horwitz-priset från Columbia University tillsammans med Max Delbrück, medvinnare med Luria av nobelpriset i fysiologi eller medicin 1969. I USA vann han National Book Award in Science 1974 för sin populärvetenskapliga bok Life: The Unfinished Experiment  och fick National Medal of Science 1991.